# Hémonstoir
Hémonstoir [emɔ̃stwaʁ] est une commune française située dans le département des Côtes-d'Armor en région Bretagne.

## Géographie

### Localisation
La commune est située dans le sud du département des Côtes-d'Armor, à la limite avec le département du Morbihan. Elle est située en Basse-Bretagne mais à la limite du pays Gallo. Elle se trouve à vol d'oiseau à 15 km au nord-est de Pontivy, à 55 km au nord de Vannes, à 85 km à l'ouest de Rennes et à 132 km à l'est de Camaret-sur-Mer. La paroisse fait partie du diocèse de Vannes. Elle est proche de la RN 164, axe routier central breton.
|                   | Saint-Caradec       |                        |
| Saint-Connec      | Hémonstoir          | Loudéac                |
| Kergrist Morbihan | Croixanvec Morbihan | Saint-Gonnery Morbihan |

### Paysage et relief
La commune offre un paysage de plateau faiblement ondulé. Les espaces boisés sont rares et la plupart des haies et des talus typiques du bocage de l'ouest de la France ont disparu au profit des grandes parcelles de céréales. La commune appartient en effet à l'unité paysagère du bassin agricole de Pontivy voué à l'agriculture intensive. La commune est arrosée par l'Oust qui longe son territoire à l'est. La rigole d'Hilvern serpente à travers la commune en épousant les courbes des lignes de niveau.
| - Carte topographique de la commune de Hémonstoir. |

### Hydrographie
Pour un article plus général, voir Réseau hydrographique des Côtes-d'Armor.
La commune est située dans le bassin Loire-Bretagne. Elle est drainée par l'Oust, la rigole d'Hilvern et le ruisseau du Clio,,.
L'Oust, d'une longueur de 145 km, prend sa source dans la commune de La Harmoye et se jette  dans la Vilaine à Rieux, après avoir traversé 46 communes.  Les caractéristiques hydrologiques de l'Oust sont données par la station hydrologique située sur la commune. Le débit moyen mensuel est de 3,21 m3/s. Le débit moyen journalier maximum est de 45,4 m3/s, atteint lors de la crue du 22 janvier 1995. Le débit instantané maximal est quant à lui de 51,7 m3/s, atteint le 1er janvier 2014.
Le Rigole d'Hilvern, d'une longueur de 62 km, prend sa source dans la commune de Saint-Gonnery et se jette  dans l'Oust à Merléac, après avoir traversé huit communes. 

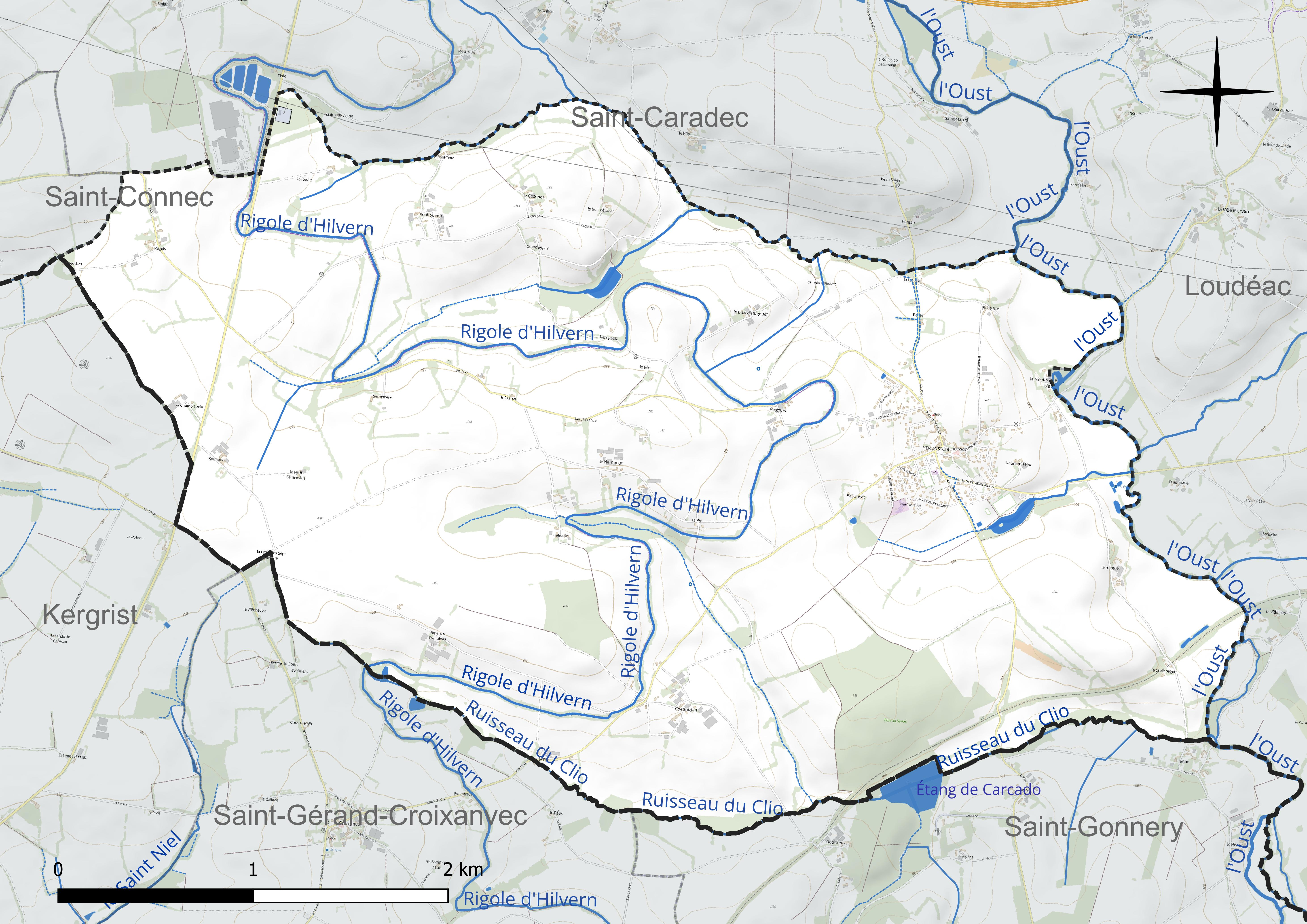
Réseau hydrographique d'Hémonstoir.

### Climat
Pour des articles plus généraux, voir Climat de la Bretagne et Climat des Côtes-d'Armor.
En 2010, le climat de la commune est de type climat océanique franc, selon une étude du Centre national de la recherche scientifique s'appuyant sur une série de données couvrant la période 1971-2000. En 2020, Météo-France publie une typologie des climats de la France métropolitaine dans laquelle la commune est exposée à un climat océanique et est dans la région climatique Finistère nord, caractérisée par une pluviométrie élevée, des températures douces en hiver (6 °C), fraîches en été et des vents forts. Parallèlement l'observatoire de l'environnement en Bretagne publie en 2020 un zonage climatique de la région Bretagne, s'appuyant sur des données de Météo-France de 2009. La commune est, selon ce zonage, dans la zone « Intérieur », exposée à un climat médian, à dominante océanique.  
Pour la période 1971-2000, la température annuelle moyenne est de 11,2 °C, avec une amplitude thermique annuelle de 11,9 °C. Le cumul annuel moyen de précipitations est de 932 mm, avec 14,1 jours de précipitations en janvier et 6,9 jours en juillet. Pour la période 1991-2020, la température moyenne annuelle observée sur la station météorologique la plus proche, située sur la commune de Loudéac à 6 km à vol d'oiseau, est de 11,5 °C et le cumul annuel moyen de précipitations est de 922,6 mm,. Pour l'avenir, les paramètres climatiques de la commune estimés pour 2050 selon différents scénarios d'émission de gaz à effet de serre sont consultables sur un site dédié publié par Météo-France en novembre 2022.

## Urbanisme

### Typologie
Au 1er janvier 2024, Hémonstoir est catégorisée bourg rural, selon la nouvelle grille communale de densité à 7 niveaux définie par l'Insee en 2022.
Elle est située hors unité urbaine. Par ailleurs la commune fait partie de l'aire d'attraction de Loudéac, dont elle est une commune de la couronne,. Cette aire, qui regroupe 22 communes, est catégorisée dans les aires de moins de 50 000 habitants,.

### Occupation des sols
L'occupation des sols de la commune, telle qu'elle ressort de la base de données européenne d’occupation biophysique des sols Corine Land Cover (CLC), est marquée par l'importance des territoires agricoles (94,7 % en 2018), une proportion sensiblement équivalente à celle de 1990 (95,1 %). La répartition détaillée en 2018 est la suivante : 
terres arables (76,1 %), prairies (13,4 %), zones agricoles hétérogènes (5,2 %), forêts (2,9 %), zones urbanisées (2,3 %). L'évolution de l’occupation des sols de la commune et de ses infrastructures peut être observée sur les différentes représentations cartographiques du territoire : la carte de Cassini (XVIIIe siècle), la carte d'état-major (1820-1866) et les cartes ou photos aériennes de l'IGN pour la période actuelle (1950 à aujourd'hui).

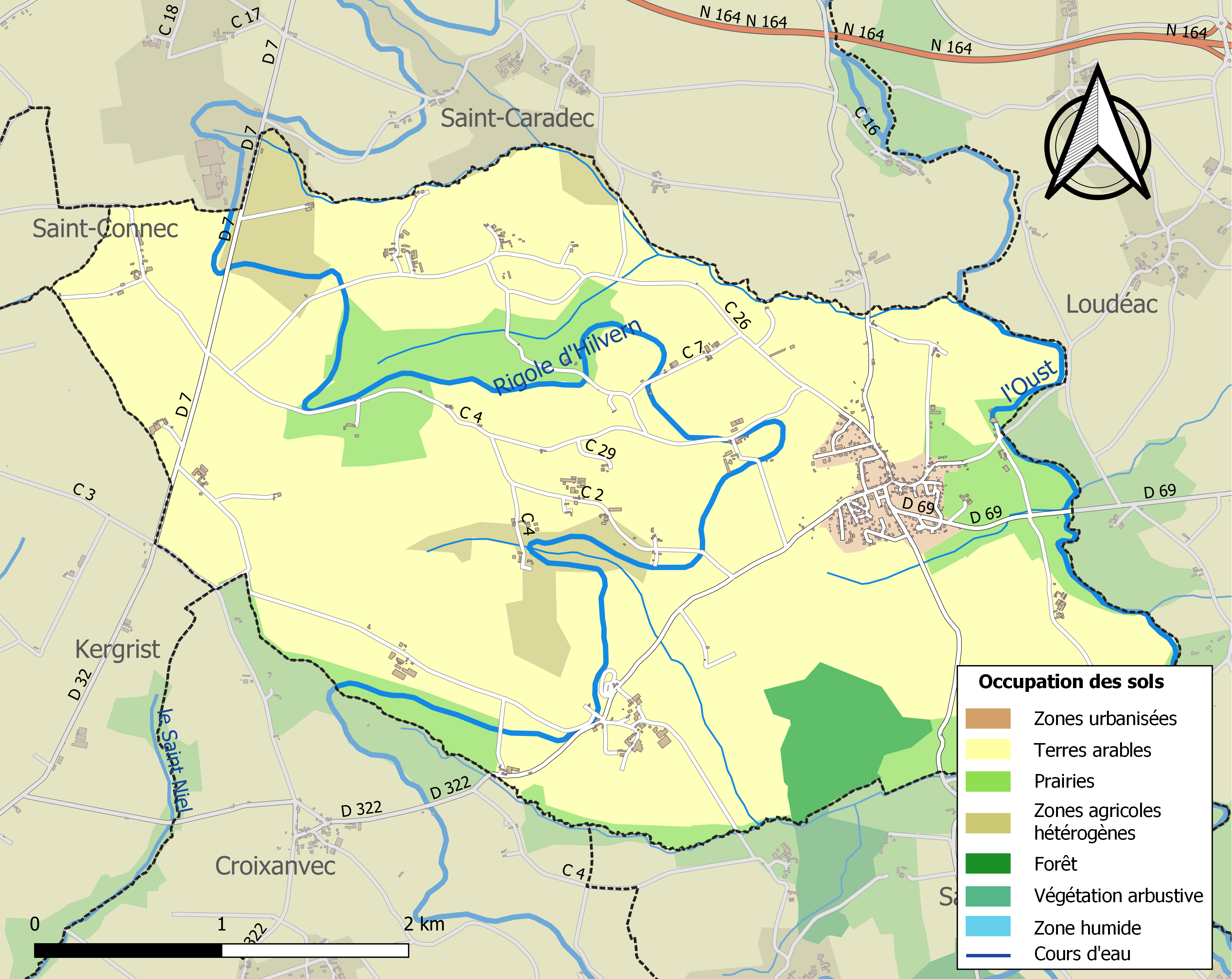
Carte des infrastructures et de l'occupation des sols de la commune en 2018 (CLC).

## Toponymie
Le nom de la localité est attesté sous les formes Henmonstoer en 1428, treffve de Mouster en 1535 et en 1536, Hemontoiren 1669, Henmonstoer et Hemonstoir en 1670, Hémoustoir en 1801, Hémonstoir confirmée en 1862.
Son nom vient du breton hen (vieux) et de mostoer (monastère). « Le vieux monastère ».
L'adjectif Hen sera supplanté dès le XIe siècle par coz, ce qui veut dire que les noms qui le contiennent sont très anciens, remontant au haut Moyen Âge.

## Langues
En 1806, selon l'enquête de M. Charles Coquebert de Montbret, cette commune était alors bretonnante. Dans la nouvelle édition du dictionnaire historique et géographique de la province de Bretagne par Ogée, parue en 1846, il y est mentionné qu'on y parle le français.

## Histoire

### Moyen-Âge
Selon un aveu de 1471, Hémonstoir était au sein de la Vicomté de Rohan, une des 46 paroisses ou trèves de la seigneurie proprement dite de Rohan.

### LeXXesiècle

#### Les guerres duXXesiècle
Le monument aux morts porte les noms de 44 soldats morts pour la Patrie :
- 37 sont morts durant la Première Guerre mondiale ;
- 7 sont morts durant la Seconde Guerre mondiale.

## Politique et administration
| Période                                  | Période                   | Identité                                     | Étiquette     | Qualité                                                                         |
| ---------------------------------------- | ------------------------- | -------------------------------------------- | ------------- | ------------------------------------------------------------------------------- |
| (maire en 1981)                          | 1985                      | André Glon                                   | apparenté UDR | Minotier Député (1968-1978) Conseiller général du Canton de Loudéac (1961-1967) |
| 1985                                     | mai 2005                  | Jean Jossic                                  |               | Transporteur routier                                                            |
| juin 2005                                | avril 2014                | Émile Gloux                                  |               | Agriculteur                                                                     |
| avril 2014                               | En cours (au 23 mai 2020) | Benoit Larvor Réélu pour le mandat 2020-2026 | DVD           | Responsable d'Agence                                                            |
| Les données manquantes sont à compléter. |                           |                                              |               |                                                                                 |

## Démographie
| 1793 | 1800 | 1806 | 1821 | 1831 | 1836 | 1841 | 1846 | 1851 |
| ---- | ---- | ---- | ---- | ---- | ---- | ---- | ---- | ---- |
| 652  | 572  | 635  | 660  | 617  | 632  | 639  | 610  | 612  |

| 1856 | 1861 | 1866 | 1872 | 1876 | 1881 | 1886 | 1891 | 1896 |
| ---- | ---- | ---- | ---- | ---- | ---- | ---- | ---- | ---- |
| 587  | 582  | 627  | 559  | 624  | 591  | 617  | 622  | 589  |

| 1901 | 1906 | 1911 | 1921 | 1926 | 1931 | 1936 | 1946 | 1954 |
| ---- | ---- | ---- | ---- | ---- | ---- | ---- | ---- | ---- |
| 620  | 580  | 574  | 532  | 542  | 531  | 536  | 477  | 463  |

| 1962 | 1968 | 1975 | 1982 | 1990 | 1999 | 2006 | 2008 | 2013 |
| ---- | ---- | ---- | ---- | ---- | ---- | ---- | ---- | ---- |
| 467  | 470  | 561  | 676  | 671  | 639  | 656  | 660  | 712  |

| 2018 | 2022 | - | - | - | - | - | - | - |
| ---- | ---- | - | - | - | - | - | - | - |
| 713  | 708  | - | - | - | - | - | - | - |

## Lieux et monuments
- la fontaine de dévotion.
- l'église Saint-Arnould.
- la croix, inscrite au titre des monuments historiques par arrêté du 27 mars 1926[25].
- la croix de l'église, inscrite au titre des monuments historiques par arrêté du 27 mars 1926[26].

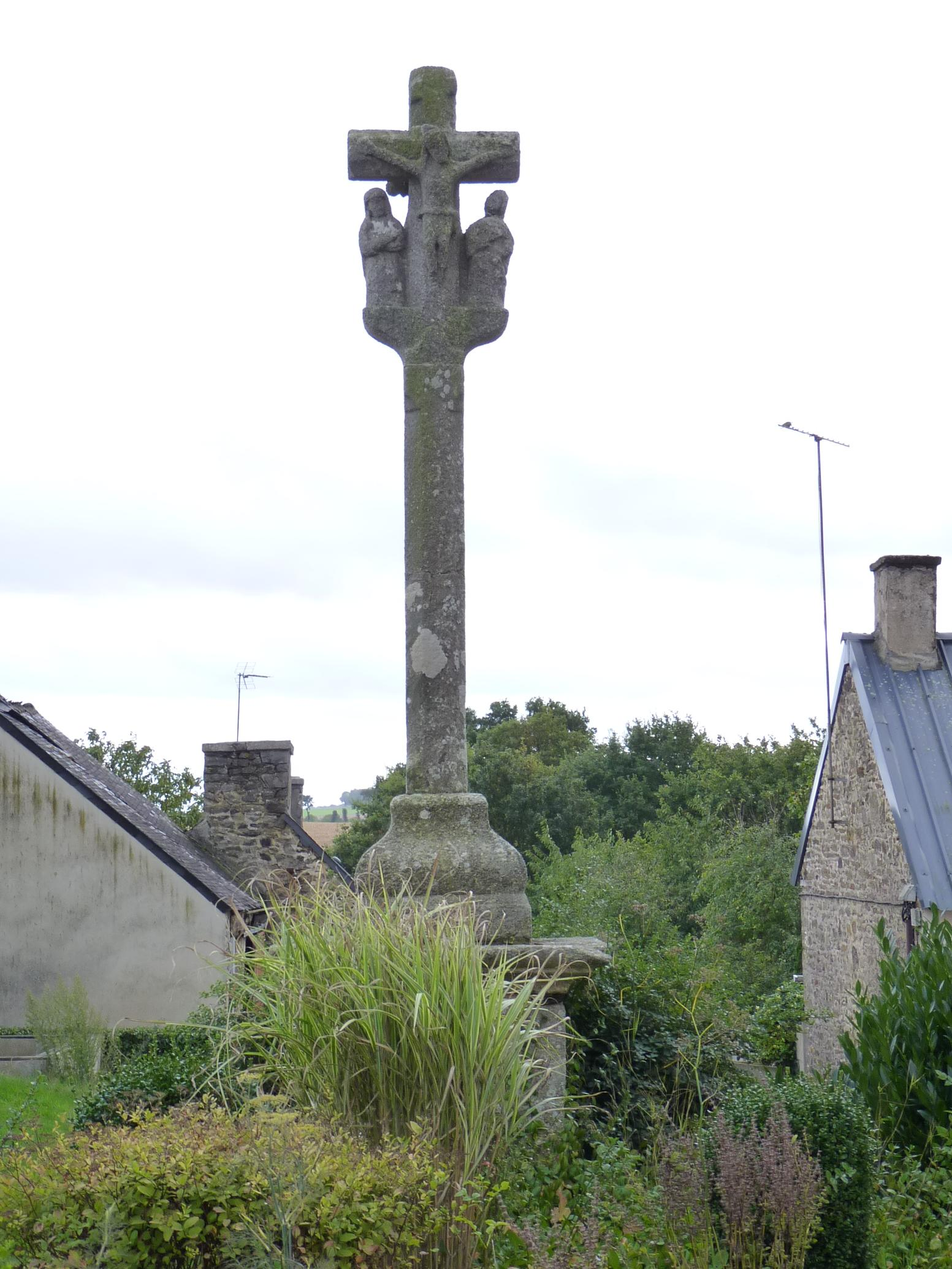
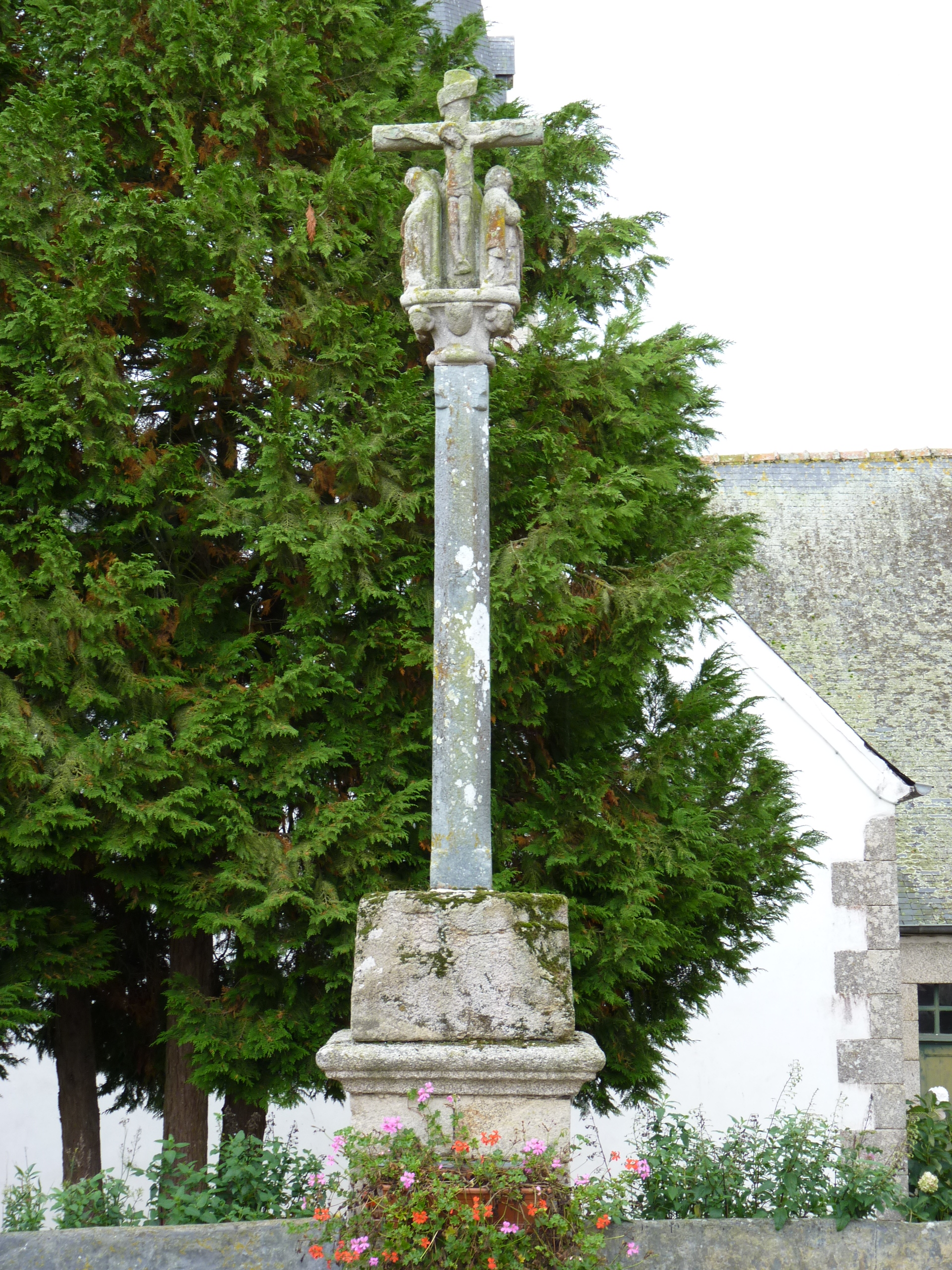